# Ранхейм Фотбал
Ранхайм Фотбал (на норвежки: Ranheim Fotball, кратка форма по името на квартала Ранхайм) е норвежки футболен клуб, базиран в едноименния квартал Ранхайм на град Тронхайм. Състезава се във второто ниво на норвежкия футбол Адеколиген. Играе мачовете си на стадион „ЕКСТРА Арена“ с капацитет 3000 зрители. През 30-те, 40-те и 50-те години на 20 век е участвал редовно в най-високото ниво на норвежкия футбол групата Типелиген. Елитният норвежки тим Русенборг БК преотстъпва свои играчи за обиграване в Ранхайм Фотбал.

## Успехи
- Типелиген:
  - 7 място (1): 2018

- Купа на Норвегия:
  - 1/2 финалист (1): 1953